# KV57

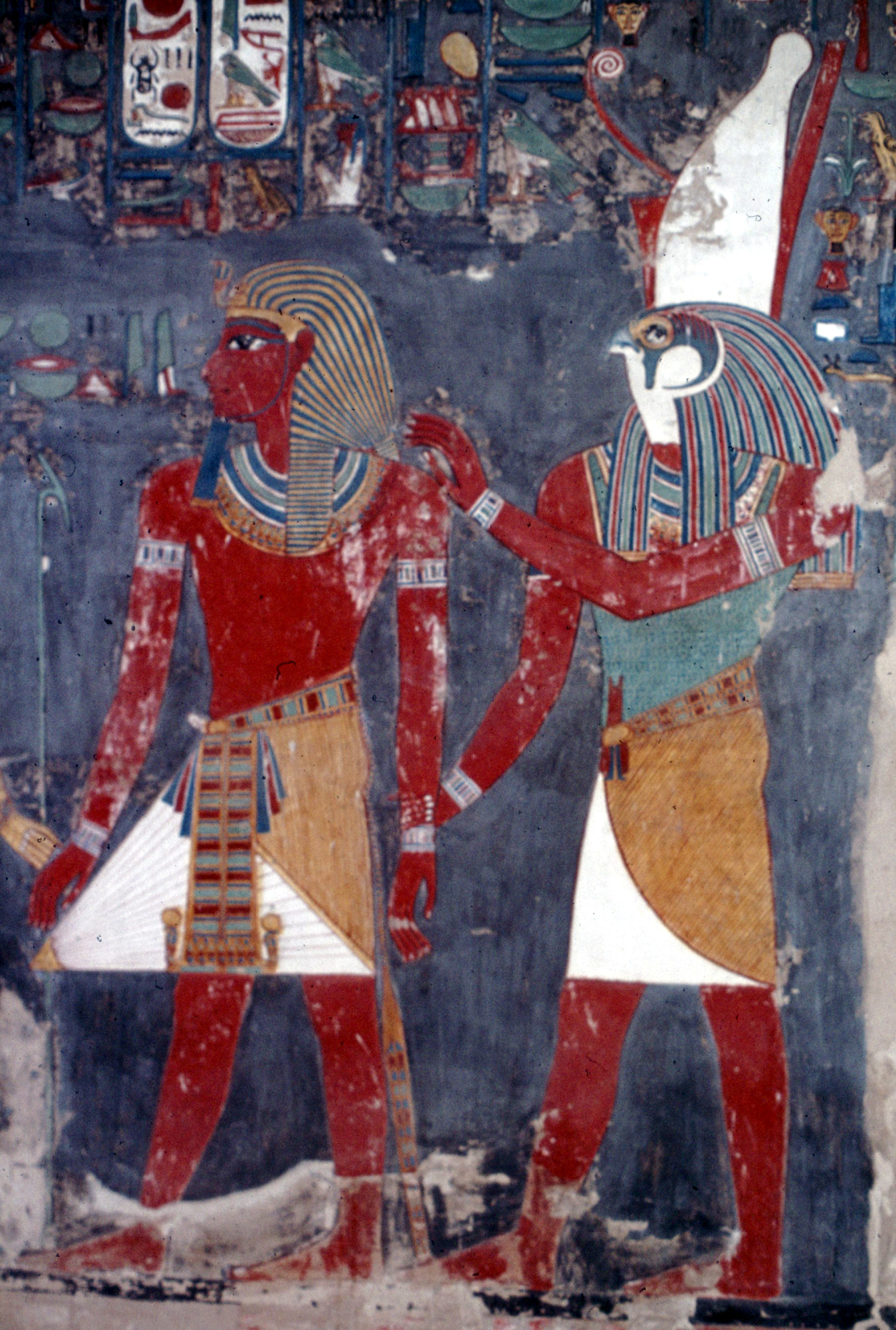

A tumba KV57 (acrônimo de "King's Valley #57"), no Vale dos Reis em Egito, é a tumba de Horemebe, último faraó da décima oitava dinastia egípcia.
A tumba foi descoberta em fevereiro de 1908 por Edward R. Ayrton, trabalhando para Theodore Davis. Por causa da sua locação na base do Vale, a tumba foi alagada, nos alagamentos ocasionais que ocorrem nesta área do Egito, e enchida com destroços.
Esta tumba é visivelmente diferente de outras grandes tumbas reais da décima oitava dinastia egípcia. Ela é bastante longa e decorada com figuras em alto-relevo, mais do que simples figuras pintadas, como nas outras. Passagem do Livro das Portas aparecem pela primeira vez nesta tumba. A decoração não foi completada, apesar de o faraó ter reinado por mais de 20 anos.
O sarcófago foi construído com com quartzito vermelho e foi encontrado já com a sua tampa quebrada e deitada no chão. Nele havia ossos e sobras de vários enterros, nenhum deles conclusivamente de Horemebe, a quem se atribui a tumba. Alguns registros encontrados da vigésima dinastia, reportam que nesta tumba foram depositadas temporariamente várias múmias sendo depois foram movidas para, talvez, a KV35.